# Бас, Корнелис
Корнелис Бас (нидерл. Cornelis Bas, 1928 — 2013) — нидерландский ботаник и миколог.

## Биография
Корнелис Бас родился в Роттердаме в 1928 году.
В 1954 году он получил высшее образование в области биологии в Лейденском университете.
В 1953 году Бас начал работать в Национальном Гербарии Нидерландов в качестве куратора грибов, в частности Агариковых.
В начале своей карьеры он играл важную роль в модернизации коллекций голландских и европейских высших грибов.

## Научная деятельность
Корнелис Бас специализировался на микологии.